# Hui (fáraó)
Hui az ókori Egyiptom egyik uralkodója volt az első átmeneti korban; Jürgen von Beckerath szerint a VIII. dinasztiához tartozott.

## Említései
Hui rendkívül kevéssé ismert uralkodó; egyetlen említése egy kőtömbön maradt fenn, melyet az 1946-48 közt ásató Raymond Weill talált a közép-egyiptomi Dara nekropoliszában, Manfalut mellett. A nekropoliszt egy hatalmas sírépítmény uralja, melyet ennek alapján szinte azonnal Hui sírjának tulajdonítottak, feltételezve, hogy a kőtömb a piramishoz tartozó, szinte teljesen elpusztult halotti templomból származik.
Ma azt tartják valószínűnek, hogy Hui nomoszkormányzó volt, aki kihasználta az óbirodalom összeomlásával járó hatalmi vákuumot, hasonlóan a szomszédos Hut-Neni-Niszu ugyanebben az időben élt kormányzóihoz, akik megalapították a IX. dinasztiát.

## Fordítás
- Ez a szócikk részben vagy egészben  a   Khui című angol Wikipédia-szócikk ezen változatának fordításán alapul.  Az eredeti cikk szerkesztőit annak laptörténete sorolja fel. Ez a jelzés csupán a megfogalmazás eredetét és a szerzői jogokat jelzi, nem szolgál a cikkben szereplő információk forrásmegjelöléseként.